# سعید پورعظیمی
سعید پورعظیمی (زادهٔ ۱۸ شهریور ۱۳۶۴) استاد دانشگاه، پژوهشگر و نویسندهٔ ایرانی است. او نویسندهٔ کتاب بام بلند هم‌چراغی، کامل‌ترین و موثق‌ترین منبع دربارهٔ زندگی و آثار احمد شاملو است.

## زندگی
سعید پورعظیمی، ۱۸ شهریور ۱۳۶۴ در همدان به دنیا آمد و تحصیلات ابتدایی تا دبیرستان را در همدان گذراند. او در سال ۱۳۸۷ از دانشگاه بوعلی سینا در مقطع کارشناسی ادبیات فارسی فارغ‌التحصیل شد. در سال ۱۳۸۷ تحصیل در مقطع کارشناسی ارشد را در دانشگاه خوارزمی تهران آغاز کرد و در سال ۱۳۹۰ از پایان‌نامهٔ خود با عنوان ابهام و معنی‌گریزی در غزلیات شمس دفاع کرد. در سال ۱۳۹۱ وارد دورهٔ دکتری زبان و ادبیات فارسی در دانشگاه خوارزمی تهران شد و با نوشتن رسالهٔ تصحیح دیوان عارف قزوینی و تحقیق در احوال او به راهنمایی تقی پورنامداریان و مسعود جعفری جزی این مقطع را در شهریور ۱۳۹۷ با درجهٔ عالی به پایان برد. در ۲۴ دی ۱۳۹۸ پایان‌نامهٔ او به عنوان برترین پایان‌نامهٔ مقطع دکتری ایران در رشتهٔ زبان و ادبیات فارسی برگزیدهٔ نهمین دورهٔ جایزه دکتر فتح‌الله مجتبایی شد. تحقیقات او دربارهٔ عارف قزوینی و احمد شاملو دارای نکته‌های تازه و بدیعی دربارهٔ زندگی و شعر این دو شاعر بوده است.
پورعظیمی به عنوان استاد زبان و ادبیات فارسی و عضو هیئت علمی دانشگاه بوعلی سینا فعالیت می‌کند و نمایندهٔ فرهنگستان زبان و ادب فارسی در دانشگاه بوعلی سینا است. پژوهش‌های او بیشتر در موضوعات شعر مشروطه، شعر نو (شاملوشناسی) و مولاناپژوهی است.

## مقالات
- «تأملی در غزل‌رؤیاهای مولانا»، مطالعات عرفانی، بهار و تابستان ۱۳۹۰، شمارهٔ ۱۳، صص ۶۳–۸۶.[۳۱]
- «احمد شاملو»، دانشنامهٔ ایرانیکا (انجمن مطالعات ایرانی دانشگاه کلمبیای آمریکا در نیویورک)[۳۲]
- «محمدعلی سپانلو»، دانشنامهٔ ایرانیکا (انجمن مطالعات ایرانی دانشگاه کلمبیای آمریکا در نیویورک)
- «اسلوب روایی بیهقی در بازنگاری حکایت‌های تاریخی»، نامهٔ فرهنگستان، دورهٔ شانزدهم، زمستان ۱۳۹۶، شمارهٔ ۲ (پیاپی ۶۲)، صص ۸۲–۹۵.
- «تصنیف‌ها و کنسرت‌های عارف قزوینی»، بخارا، سال بیست و چهارم، بهمن و اسفند ۱۳۹۸، شمارهٔ ۱۳۵، صص ۳۴–۷۲.
- «شأن نزول عارفنامه»، بخارا، سال بیست و پنجم، آذر و دی ۱۳۹۹، شمارهٔ ۱۴۰، صص ۳۷۸–۳۹۷.
- «افسانهٔ تبعید عارف قزوینی»، بخارا، سال بیست و ششم، فروردین و اردیبهشت ۱۴۰۰، شمارهٔ ۱۴۲، صص ۲۳۱–۲۷۱.
- «جدال شاعر ملی و ملک‌الشعرا»، بخارا، سال بیست و هفتم، مرداد و شهریور ۱۴۰۱، شمارهٔ ۱۵۱، صص ۱۲۳–۱۵۵.
- «عارف قزوینی»، دانشنامهٔ فرهنگ مردم ایران (مرکز دائرةالمعارف بزرگ اسلامی)، ۱۳۹۸، ج ۶، صص ۳۱۹–۳۲۲.[۳۳]
- «میرزاده عشقی»، دانشنامهٔ فرهنگ مردم ایران (مرکز دائرةالمعارف بزرگ اسلامی).
- «ژانر» (Genre)، دانشنامهٔ زبان و ادب فارسی (فرهنگستان زبان و ادب فارسی).

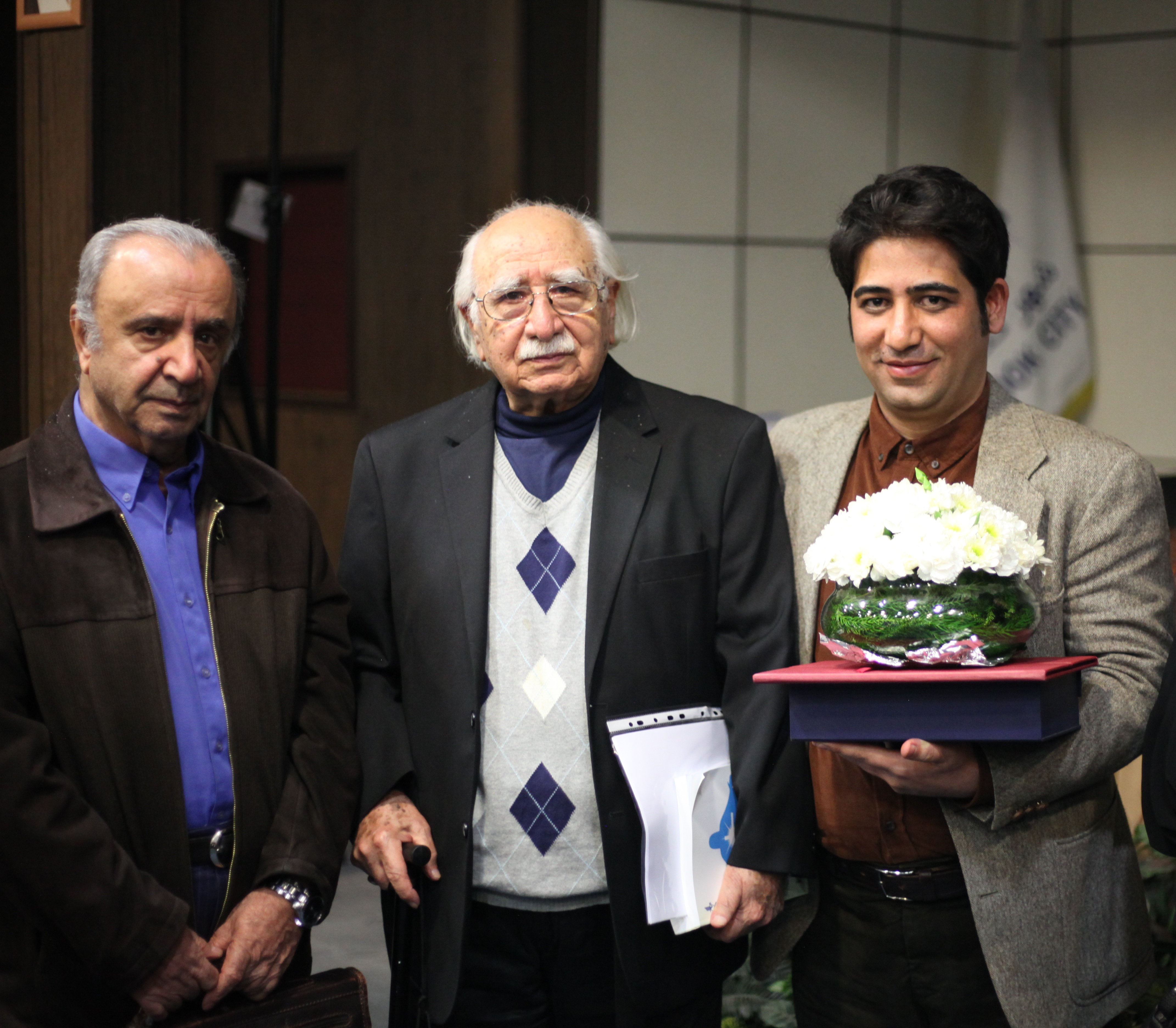
تقی پورنامداریان، فتح‌الله مجتبایی و سعید پورعظیمی در مراسم نهمین دورهٔ جایزهٔ استاد مجتبایی (دی ۱۳۹۸)

## جوایز و افتخارات
برندهٔ نهمین دورهٔ جایزه دکتر فتح‌الله مجتبایی به عنوان برترین پایان‌نامهٔ دکتری ایران در رشتهٔ زبان و ادبیات فارسی در سال ۱۳۹۷.